# Youcef Abdi
Youcef Abdi (né le 7 décembre 1977 à Azazga en Algérie) est un athlète australien, spécialiste du 3 000 m steeple.

## Biographie
Il obtient la nationalité australienne en 2000. 

### Palmarès
| Date | Compétition          | Lieu       | Résultat | Épreuve         | Performance   |
| ---- | -------------------- | ---------- | -------- | --------------- | ------------- |
| 2002 | Jeux du Commonwealth | Manchester | 3e       | 1 500 m         | 3 min 37 s 77 |
| 2006 | Jeux du Commonwealth | Melbourne  | 11e      | 3 000 m steeple | 9 min 2 s 22  |
| 2008 | Jeux olympiques      | Pékin      | 6e       | 3 000 m steeple | 8 min 16 s 36 |
| 2010 | Jeux du Commonwealth | New Delhi  | 6e       | 3 000 m steeple | 8 min 33 s 20 |

### Records
| Épreuve         | Performance   | Lieu                 | Date                         |
| --------------- | ------------- | -------------------- | ---------------------------- |
| 1 500 m         | 3 min 36 s 35 | Rieti Heusden-Zolder | 8 septembre 2002 2 août 2003 |
| 3 000 m steeple | 8 min 16 s 36 | Pékin                | 18 août 2008                 |